# William McCauley
William Alexander McCauley (Tofield, 14 februari 1917 – Alliston (Ontario), 18 mei 1999) was een Canadees componist, muziekpedagoog, dirigent, arrangeur, pianist en trombonist.

## Levensloop
McCauley kreeg eerste muziekles in zijn geboortestad en in Edmonton en richtte op 16-jarige leeftijd in Tofield een eigen dansorkest op. Hij begon zijn muziekstudie in 1936 aan het Royal Conservatory of Music (Toronto) The Glenn Gould School in Toronto. Tussendoor van 1936 tot 1940 werkte hij ook als arrangeur, pianist en trombonist met Horace Lapp. Tijdens de Tweede Wereldoorlog diende hij als muzikant in een militaire muziekkapel, piloot en vlieginstructeur bij de Royal Canadian Air Force en werd later tweede dirigent van de Toronto Manning Pool Band. Na de oorlog studeerde hij verder aan het conservatorium in Toronto en behaalde zijn Bachelor of Music in 1947. Zijn leraren aldaar waren Healey Willan (compositie), Leo Smith (harmonie), Margaret Parsons (piano), Harry Hawe en Rudolph Baumler (trombone). Hij speelde in het Harmony Symphony Orchestra mee en werkte samen met Trump Davidson, Art Hallman en Ellis McLintock. Later studeerde hij aan de bekende Eastman School of Music in Rochester bij Alan Hovhaness, Bernard Rogers en Howard Hanson en behaalde daar zijn Master of Music in 1959. Privé studeerde hij orkestdirectie bij Pierre Monteux. Zijn studies voltooide hij eveneens aan de Eastman School of Music en promoveerde tot Doctor of Musical Arts (DMA) in 1960.
Van 1947 tot 1949 was hij docent en dirigent aan de Ottawa Technical High School en werd vervolgens tot 1957 muziekdirecteur van Crawley Films. Daar ligt misschien de bron voor zijn omvangrijk oeuvre aan filmmuziek. Verder was hij trombonist in het orkest van de National Film Board of Canada en van het Ottawa Philharmonic Orchestra. Van 1960 tot 1987 was hij muziekdirecteur aan het O'Keefe Centre (nu: Sony Centre for the Performing Arts) in Toronto. Tegelijkertijd was hij voor andere organisaties en instituten werkzaam. Zo was hij van 1961 tot 1969 muziekdirecteur van de York Universiteit in Toronto en dirigent van het York University Choir, dat onder zijn leiding in 1967 de "City of Lincoln Trophy" won. Van 1970 tot 1978 was hij muziekdirecteur van het Seneca College in Toronto en van 1972 tot 1988 dirigent van het North York Symphony Orchestra. Na zijn pensionering werd hij eredirigent en erevoorzitter van dit orkest. 
McCauley was een productief en veelzijdig componist. Hij schreef meer dan 125 werken voor films en dirigeerde een groot aantal zelf. Verder schreef hij muziek voor televisieproducties en commerciële inrichtingen. In 1998 werd hij door de Society of Composers, Authors and Music Publishers of Canada (SOCAN) met de Lifetime Achievement Award for Film and Television Music bekroond, die daarmee voor de eerste keer uitgereikt werd. 
Zijn zoon Matthew McCauley (geboren in 1954) is als componist en producent werkzaam.

## Composities

### Werken voor orkest
- 1958 Five Miniatures, voor dwarsfluit en strijkorkest
  1. Adventurous
  2. Dolorous
  3. Dextrous
  4. Languorous
  5. Capricious
- 1959 Five Miniatures, voor bastrombone, harp en strijkorkest 
  1. Powerful
  2. Peaceful
  3. Prankish
  4. Pensive
  5. Progressive
- 1960 Theme and Deviations, voor orkest
- 1973 Concerto Grosso, voor koperkwintet en orkest
- 1975 Christmas Carol Fantasia, voor orkest
- 1977 Concert nr. 1, voor piano en orkest
- 1983 Rhapsody, voor altfluit en orkest
- 1985 Holiday in Brazil, voor orkest
- Fugitive from a fugue factory
- Manitoba Theme, voor orkest
- Newfoundland Scene
- Quebec Lumber Camp
- Saskatchewan Suite
- When you're out of sight
- Winter Garden Waltz

### Werken voor harmonieorkest
- 1960 Metropolis
- 1965 Centennial Suite
- 1966 Canadian Folk Song Fantasy

### Vocale muziek

#### Werken voor koor
- 1957 Immanence, voor gemengd koor - tekst: Wilson MacDonald
- Canadian counting song, voor gemengd koor
- International anthem, voor vijfstemmig gemengd koor (SSATB)
- The solitary reaper, voor driestemmig vrouwenkoor (SSA) - tekst: William Wordsworth

#### Liederen
- 1967 How do I love thee?, voor middenstem en piano - tekst: Elizabeth Barrett Browning

### Kamermuziek
- 1968 Five Miniatures, voor tien blazers
  1. Meticulous: Allegro
  2. Melancholy: Largo
  3. Mischievous: Allegro vivace
  4. Musing: Slowly and Thoughtfully
  5. Mercurial: Presto
- 1972 Five Miniatures, voor saxofoonkwartet
- 1973 Miniature Overture, voor koperkwintet
- 1974 Five Miniatures, voor koperkwintet
- 1974 Staggering, voor koperkwintet
- 1974 Kaleidoscope Québécois, voor dwarsfluit, klarinet, viool, cello en twee piano's
- 1977 Five Miniatures, voor trombonekwartet 
  1. Suave
  2. Laconic
  3. Impish
  4. Devout
  5. Explosive
- 1991 Royal Fanfare, voor koperkwintet

### Werken voor harp
- 1985 Hand Gliding, voor 2 harpen

### Werken voor slagwerk
- 1962 Five Miniatures, voor zes slagwerkers

### Filmmuziek
- 1951 Newfoundland Scene
- 1959-1960 R.C.M.P. (Royal Canadian Mounted Police), televisieserie
- 1960 Beaver Dam
- 1972 The Whiteoaks of Jalna, CBC-televisieserie
- 1973 Sunday in the Country
- 1973 The Neptune Factor
- 1974 Vengeance Is Mine
- 1975 It Seemed Like a Good Idea at the Time
- 1979 Riel historisch televisiedrama
- 1979 City on Fire (samen met zijn zoon Matthew McCauley)
- 1982 The Last Unicorn
- Ontario